# Bezirksliga Mittelschlesien
De Bezirksliga Mittelschlesien was een van de drie competities ten tijde van nazi-Duitsland die als tweede klasse fungeerde, onder de Gauliga Schlesien. Het hele voetbalsysteem in Duitsland werd in 1933 na de machtsgreep van de NSDAP hervormd. De Zuidoost-Duitse voetbalbond werd ontbonden en de zeven competities werden vervangen door de Gauliga. 
Voor 1933 was er ook al een Midden-Silezische competitie, maar deze komt niet overeen met de samenstelling van de Bezirksliga. De Midden-Silezische competitie was de zwakste van de Zuidoost-Duitse competities en slechts twee clubs kwalificeerden zich hiervoor, verder mochten zes teams uit Breslau en vier teams uit Bergland aan de competitie deelnemen.
De winnaar nam het in de eindronde op tegen de kampioenen van de Bezirksliga Niederschlesien en de Bezirksliga Oberschlesien om te kunnen promoveren naar de Gauliga. Enkel in het eerste seizoen slaagde de kampioen hier niet in. 
Door de perikelen in de Tweede Wereldoorlog werd de Gauliga verder opgesplitst en verdween de Bezirksliga. De clubs gingen nu spelen in de 1. Klasse Niederschlesien. 

## Erelijst
- Vetgedrukt als de club ook promotie kon afdwingen.

| Seizoen | Kampioen            |
| 1933-34 | Polizei SV Breslau  |
| 1934-35 | VfB Breslau         |
| 1935-36 | SC Hertha Breslau   |
| 1936-37 | SV 33 Klettendorf   |
| 1937-38 | 1. FC Breslau       |
| 1938-39 | VfB Breslau         |
| 1939-40 | SC Vorwärts Breslau |
| 1940-41 | Reichsbahn SG Oels  |